# Brose CZ
Brose CZ je česká pobočka německé rodinné firmy Brose firma vyrábějící automobilové komponenty.
Firma má sídlo v Kopřivnici, výrobní závody v Kopřivnici a Rožnově pod Radhoštěm a administrativní centrum v Ostravě. V Kopřivnici jde o největšího zaměstnavatele. S 3100 zaměstnanci ve výrobě a administrativě je Brose CZ v roce 2025 největším výrobním závodem rodinného koncernu Brose se sídlem v Coburgu.[zdroj?] Závod v Kopřivnici je zaměřen na vývoj a výrobu manuálních a elektrických polohovadel sedadel, elektromotorů ABS a ventilátorů pro vytápění a klimatizace. V rožnovském závodě se vyvíjí a vyrábí zámky bočních a zadních dveří osobních automobilů. Výrobky Brose se montují do více než čtyřiceti značek automobilů (mj. Mercedes, Audi, BMW, Volvo, Fiat, Ford, Hyundai).
V roce 2015 firma získala od ministerstva průmyslu a obchodu ČR Národní cenu za společenskou odpovědnost, v rámci udílení Národní ceny kvality.[chybí lepší zdroj]